# Die Grauen der Shoah, dokumentiert von sowjetischen Kameramännern
Die Grauen der Shoa, dokumentiert von sowjetischen Kameramännern (französisch Shoah, les Oubliés de l’Histoire, dt.: „Die Shoah, die Vergessenen der Geschichte“) ist ein Dokumentarfilm von Véronique Lagoarde-Ségot aus dem Jahr 2014. Der Film vermittelt mit  Filmmaterial von Kameramännern bzw. Kriegsberichterstattern der Roten Armee zum einen die propagandistische Nutzung von Bildern zur Kriegsmobilisierung gegen das nationalsozialistische Deutschland, zum anderen stellt er dar, dass das Schicksal der jüdischen Bevölkerung im sowjetischen Kino zwischen 1940 und 1946 vollständig ausgeblendet wurde.

## Inhalt
Der Film ist im Wesentlichen chronologisch aufgebaut. Er zeigt Beispiele für die Umsetzung des Auftrags der Kameraleute in den verschiedenen Phasen des Zweiten Weltkriegs.
Neben dem Filmmaterial aus russischen Archiven, darunter Propagandamaterial wie auch nicht verwendete Aufnahmen, wird auch solches aus Archiven der heute selbständigen Staaten Polen, Lettland, Litauen und Ukraine verwendet. Der Film stellt dar, wie die 3 Millionen jüdischen Opfer des NS-Völkermords im Bereich der ehemaligen Sowjetunion in den produzierten Kinofilmen durch Filmschnitt verborgen wurden. Um die jüdische Identität der Opfer zu belegen, wird teilweise auch Filmmaterial der deutschen NS-Kriegsberichterstattung verwendet.
Zum Ende geht der Film auf Szenen über das Massaker in Babyn Jar ein. An diesem Ort gab es lange kein Denkmal, welches auf die jüdische Herkunft der Opfer hinwies.

## Hintergrund
Ungefähr zeitgleich zum Film wurde im Mémorial de la Shoah in Paris eine Ausstellung zum Thema Filmer la guerre: les Soviétiques face à la Shoah (1941–1946) organisiert.